# Bohuslav Sobotka
Bohuslav Sobotka (ur. 23 października 1971 w Telnicach) – czeski polityk, długoletni parlamentarzysta krajowy, minister finansów w latach 2002–2006, wicepremier w latach 2003–2004 oraz 2005–2006, przewodniczący Czeskiej Partii Socjaldemokratycznej (ČSSD) w latach 2011–2017, w latach 2014–2017 premier Czech.

## Życiorys
Kształcił się w szkole podstawowej w Sławkowie i następnie do 1990 w szkole średniej w Bučovicach. Od 1990 do 1995 studiował na Wydziale Prawa Uniwersytetu Masaryka w Brnie.
Od 1989 zaangażowany w działalność Czeskiej Partii Socjaldemokratycznej (ČSSD), w 1990 był współzałożycielem jej organizacji młodzieżowej (Młodzi Socjaldemokraci). W 1996 z ramienia socjaldemokratów po raz pierwszy wszedł w skład Izby Poselskiej. W wyborach w 1998, 2002, 2006, 2010, 2013 i 2017 odnawiał mandat posła na kolejne kadencje.
Od maja 2001 do lipca 2002 oraz od stycznia 2009 do maja 2010 był przewodniczącym klubu parlamentarnego ČSSD. Od 15 lipca 2002 do 4 września 2006 zajmował stanowisko ministra finansów w rządach Vladimíra Špidli, Stanislava Grossa i Jiříego Paroubka. Od 30 października 2003 do 4 sierpnia 2004 oraz ponownie od kwietnia 2005 do września 2006 pełnił funkcję wicepremiera. W 2005 po rezygnacji ze stanowiska przewodniczącego ČSSD przez Stanislava Grossa pełnił tymczasowo funkcję przewodniczącego partii (do 2006). Funkcję tę objął również po rezygnacji Jiříego Paroubka po wyborach w 2010, zaś w 2011 formalnie został wybrany na nowego przewodniczącego ČSSD.
W wyborach parlamentarnych w 2013 socjaldemokraci nieznacznie wyprzedzili nowe ugrupowanie ANO 2011. Obie partie wraz z KDU-ČSL zawiązały po kilku miesiącach koalicję rządową. 17 stycznia 2014 Bohuslav Sobotka odebrał nominację na urząd premiera. Jego rząd w pełnym składzie został zaprzysiężony 29 stycznia tego samego roku.
W czerwcu 2017, w związku ze słabymi sondażami socjaldemokratów, ustąpił z funkcji przewodniczącego partii. 13 grudnia tegoż roku w związku z powołaniem rządu Andreja Babiša zakończył pełnienie funkcji premiera. W 2018 zrezygnował z zasiadania w parlamencie.

## Życie prywatne
Bohuslav Sobotka jest żonaty, ma dwóch synów.